# Nycticeinops macrocephalus
Nycticeinops macrocephalus és una espècie de ratpenat de la família dels vespertiliònids. És endèmic de l'est de la República Democràtica del Congo, on viu a altituds properes a 1.950 msnm. Originalment fou descrit en el gènere Parahypsugo, actualment considerat sinònim de Nycticeinops. Era l'espècie més grossa de Parahypsugo, amb una llargada total de 82-93 mm, la cua de 35 mm i un pes de 9,8-12 g. El nom específic macrocephalus significa 'capgròs'.